# Capital Place Office Tower
La Capital Place Office Tower est un gratte-ciel de 215 mètres construit en 2016 à Jakarta en Indonésie. 